# Eric Wolf
Eric Robert Wolf (1 de febrero de 1923, Viena, Austria–6 de marzo de 1999 Irvington, Nueva York) fue un antropólogo e historiador estadounidense de origen judío adscrito al marxismo, conocido por sus estudios sobre el campesinado, la influencia de Europa y sus relaciones con América Latina. Defendía una visión global de los estudios que debían inscribirse en los contextos socioeconómicos mundiales y no exclusivamente locales.

## Datos biográficos y académicos
Nació en Viena, pero al ser de familia judía se trasladó a Gran Bretaña y posteriormente a Estados Unidos, a causa de la persecución que padecía ese colectivo en Europa. Wolf se crio en la ciudad de Nueva York. Participó como soldado en la Segunda Guerra Mundial, en el mismo período en que desarrolló su interés por otras culturas. Como muchos soldados que volvieron de la guerra, al regreso a los Estados Unidos la perspectiva ideológica de Wolf sufrió un cambio radical, y gracias al GI Bill of Rights, pudo seguir su educación universitaria. Wolf decidió estudiar antropología en la Universidad de Columbia.
Columbia fue la casa de Franz Boas por muchos años, y al mismo tiempo era la casa más importante de estudios sobre antropología en los Estados Unidos. Por la época en que Wolf ingresó en la Universidad de Columbia, Boas falleció, y su estilo antropológico (reticente a las generalizaciones y más inclinado a los estudios detallados de culturas específicas) también pasó de moda. El nuevo miembro del departamento de antropología fue Julian Steward, estudiante de Robert Lowie y Alfred Kroeber. Steward estaba interesado en la formulación de una antropología científica que explicara el modo en que las sociedades evolucionan y se adaptan a su medio físico. 
Wolf perteneció al grupo de estudiantes que se desarrolló académicamente en torno a Steward. Las viejas inclinaciones de los estudiantes izquierdistas, orientados hacia el marxismo, se combinaron bien con el evolucionismo poco politizado de Steward. Muchos de los antropólogos más prominentes de 1980 fueron parte de este grupo de estudiantes, entre ellos Marvin Harris, Morton Fried y Robert F. Murphy. 
La investigación de campo de Wolf, con miras a su titulación, formó parte del Proyecto Puerto Rico de Steward. Poco después, Wolf ocupó un puesto como profesor en la Universidad de Míchigan. Ahí fue elevado a la categoría de Profesor Distinguido por el Lehman College y el CUNY Graduate Center al comienzo de 1971. Además de su trabajo en América Latina, Wolf realizó investigaciones de campo en Europa. 
La importancia de Wolf para la antropología radica en su énfasis en las cuestiones del poder, la política y el colonialismo entre 1970 y 1980, cuando esos problemas se volvieron centrales en la discusión antropológica. Su obra más conocida (Europa y la gente sin historia) es famosa por demostrar que los pueblos no europeos estaban inmersos en procesos globales como la trata de esclavos. Por lo tanto, no estaban congelados en el tiempo, o aislados, como se suponía, sino por el contrario, estaban profundamente relacionados con la historia mundial. 
Hacia el final de su vida, advirtió sobre la deforestación intelectual que tuvo lugar cuando la antropología se enfocó en modelos teóricos de corte ligero, alejándose de las realidades de la vida y el trabajo de campo.

## Obra de Eric Wolf
- 1955 - The Mexican Bajío in the 18th Century (Tulane University, Middle American Research Institute) Reseña de Cecilia Noriega en UNAM, FCE, México
- 1959 - Sons of the Shaking Earth (University of Chicago Press)
- 1964 - Anthropology (Prentice-Hall)
- 1966 - Peasants (Prentice-Hall)
- 1969 - Peasant Wars of the Twentieth Century (Harper & Row)
- 1974 - The Hidden Frontier: Ecology and Ethnicity in an Alpine Valley (with John W. Cole) (Academic Press)
- 1982 - Europe and the People Without History (University of California Press)
- 1984 - Religion, Power and Protest in Local Communities" (Berlin, Mouton)
- 1999 - Envisioning Power: Ideologies of Dominance and Power (University of California Press)
- 2001 - Pathways of Power: Building an Anthropology of the Modern World (with Sydel Silverman) (University of California Press)

### Obra en español
- 1973 - Las luchas campesinas del siglo XX, (Reyes Mazzoni, Roberto, trad.), Editorial Siglo XXI.
- 1979 - Pueblos y culturas de Mesoamérica, Ediciones Era.
- 1982 - Los campesinos, (Cirlot, Juan Eduardo, trad.) Editorial Labor.
- 1987 - Europa y la gente sin historia, (Horacio Pons, trad.) Fondo de Cultura Económica.
- 1999 - Antropología social de las sociedades complejas, (Aguilar López, Joaquina, trad.), Alianza Editorial.
- 2001 - Figurar el poder. Ideologías de dominación y crisis, (Rheault, Katia, trad.), Centro de Investigaciones y Estudios Superiores en  Antropología Social (CIESAS).